# Parankylopteryx multipunctata
Parankylopteryx multipunctata är en insektsart som först beskrevs av Frederic Charles Fraser 1951. 
Parankylopteryx multipunctata ingår i släktet Parankylopteryx och familjen guldögonsländor. Inga underarter finns listade i Catalogue of Life.